# Lemestroff
Lemestroff (parfois écrit Lémestroff) est une ancienne commune française du département de la Moselle, rattachée en 1811 à celle d'Oudrenne.

## Géographie
La localité de Lemestroff est située à 18 km au Nord-Est de Thionville et à 2,8 km au Sud-Est d'Oudrenne.
L’Ouderbach est un petit ruisseau qui prend sa source entre Lemestroff et Oudrenne, coule du Sud-Est au Nord-Ouest et se jette dans la Moselle à Malling. Ce ruisseau faisait jadis tourner deux moulins.

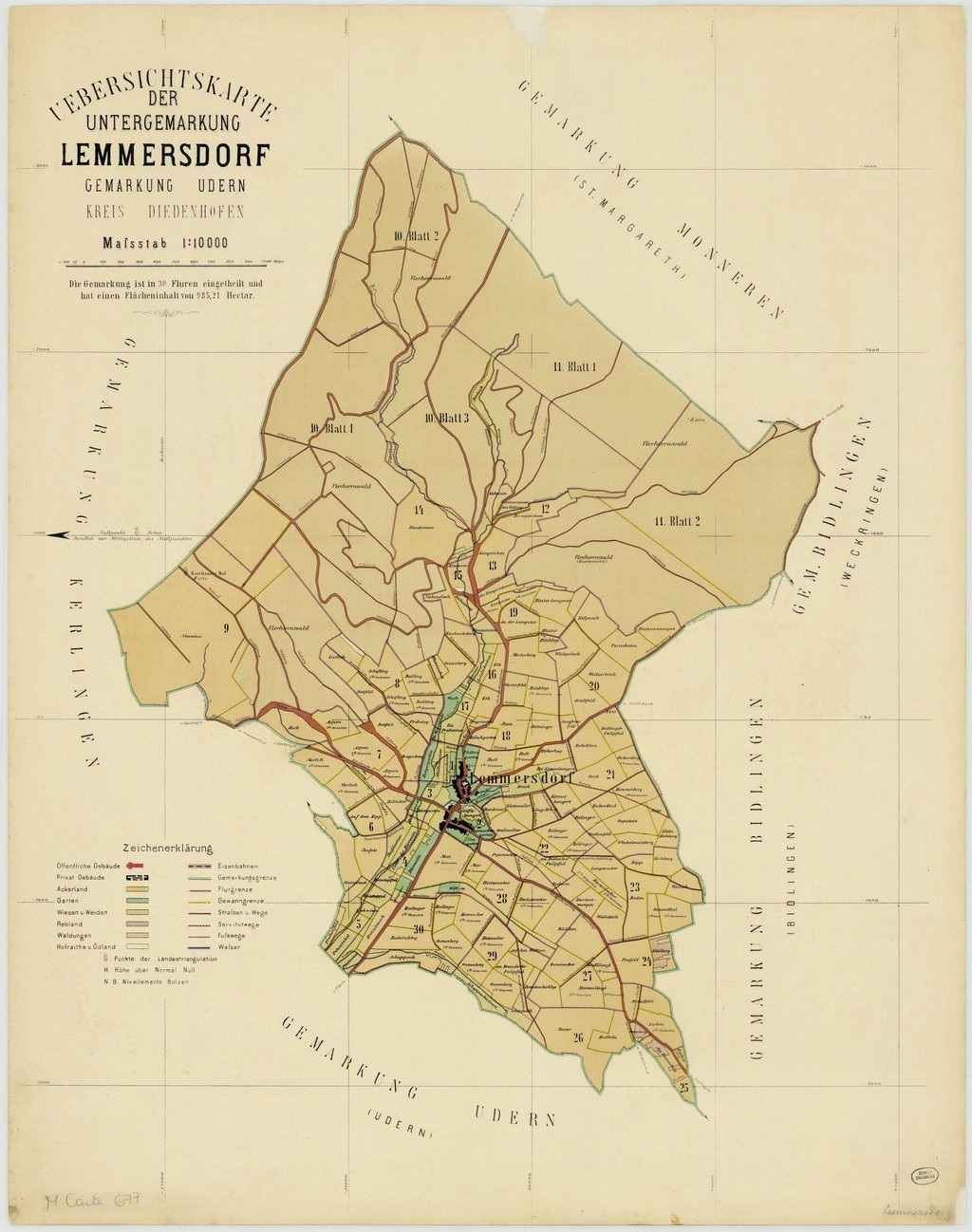
Plan cadastral de Lemestroff en 1896.

## Toponymie
- Mentions anciennes : Laimenestorph (XIe siècle)[2], Laimersthroff (1145)[2], Limmestroff (1284)[2], Lemestroff (1444)[2], Lemmerstorff (1507)[2], Lomestroff (1560)[2], Lemstorf et Lemerstorf (1594)[2], Lemerstroff (XVIIe siècle)[2], Lamestorff  (carte de Cassini)[2], Lemestroff (1793)[3].
- En francique luxembourgeois : Lemmeschtrëf[4],[5] et Lemmeschdrëf, avec l'accent tonique sur le bref [e] initial[5].
- En allemand : Læmesdorf bei Udern[2], Lemmersdorf (1871-1918).

## Histoire
Cette localité est signalée pour la première fois au XIe siècle sous le nom de Laimenestorph comme faisant partie de l'abbaye de Mettlach.
Ce village dépendait du domaine de Sierck et était annexe de la paroisse d'Oudrenne dans le diocèse de Trèves. En 1265, le duc de Lorraine offre à l'abbaye de Villers-Bettnach le franc-alleu qu'il possède à Lemestroff.
Au XVIIe siècle, les habitants de Lemestroff possédaient des droits d'usage dans les forêts de Monneren et de Kalenhofen : l'affouage, le rouage, la grasse pâture et la vaine pâture.
Ce village fait partie en 1790 du canton de Kœnigsmacker et passe en 1802 dans celui de Metzervisse.
La commune de Lemestroff est rattachée à celle d'Oudrenne par décret du 12 septembre 1811.
Pendant la Seconde Guerre mondiale, cet endroit est un front militaire.

## Démographie
| 1793 | 1800 | 1806 |
| ---- | ---- | ---- |
| 314  | 303  | 287  |

En 1817, la population est de 316 habitants répartis dans 51 maisons et en 1844, il y a 320 personnes réparties dans 51 maisons.

## Économie
En 1817, le territoire productif de Lemestroff est de 639 hectares dont 6 en bois et 4 en vignes.
En 1844, il y a dans cette localité un territoire productif de 565 hectares en terres, dont une partie en friches, 40 hectares en prés, 88 hectares 32 ares en bois et 7 hectares en vignes.

## Culture locale et patrimoine

### Lieux et monuments
- Chapelle Sainte-Catherine, construite au XIXe siècle et remplaçant une chapelle détruite.
- Salle communale (ancienne école)

### Linguistique
Dans le Sud de la région de Thionville, les diphtongues sont peu nombreuses dans les dialectes locaux, et plus on va vers le Nord plus il y a de diphtongues.
Le dialecte francique de Lemestroff est un intermédiaire entre celui de Breistroff-la-Petite et celui d'Oudrenne. Concrètement, le parler de Lemestroff est plus diphtongué que celui de Breistroff-la-Petite mais moins diphtongué que celui d'Oudrenne.
Les mots en dialecte de Lemestroff sont par exemple : brouder (frère), hout (chapeau), kou (vache), bodem (le sol), feder (plume) et nos (nez).

### Sobriquets
Les habitants de Lemestroff étaient surnommés : d'Bounesäck (les sacs de haricots), d'Bräisäck (les sacs de bouillie) et d'Bounestaachen (les rames de haricots). Tout cela a un rapport avec la nourriture qu'ils mangeaient autrefois.